# Прямое алгебраическое дополнение
Прямо́е алгебраи́ческое дополне́ние подпространства векторного пространства — любое подпространство векторного пространства такое, что его прямая алгебраическая сумма с исходным подпространством есть всё векторное пространство.
Прямое алгебраическое дополнение произвольного
подпространства всегда существует, но определяется неоднозначно.
Особенно часто используется частный случай прямого алгебраического дополнения — ортогональное дополнение подпространства, когда оба подпространства взаимно ортогональны.
Обобщение прямого алгебраического дополнения — прямое топологическое дополнение.

## Формальное определение
Формально определение прямого алгебраического дополнения можно записать следующим образом. Рассмотрим векторное, оно же линейное, пространство {\displaystyle E} и его векторное подпространство {\displaystyle M\subset E}. Тогда любое векторное подпространство {\displaystyle N} называется прямым алгебраическим дополнением подпространства {\displaystyle M\subset E}, если любой вектор {\displaystyle x\in E} однозначно разлагается на следующую сумму:
{\displaystyle x=y+z}, {\displaystyle \quad y\in M}, {\displaystyle \quad z\in N}.
Условия этого определения эквивалентно следующим равенствам:
{\displaystyle E=M+N}, {\displaystyle \quad M\cap N=\{0\}}.
Прямое алгебраическое дополнение существует в любом случае. Для его построения выбирается произвольный базис {\displaystyle A} подпространства {\displaystyle M} и затем он любым способом расширяется до базиса {\displaystyle B} пространства {\displaystyle E}, в итоге получается, что базис {\displaystyle B\setminus A} порождает векторное подпространство, которое служит алгебраическим дополнением подпространства {\displaystyle M\subset E}.

## Случай плоскости
Рассмотрим две непараллельные прямые (то есть пересекающиеся) {\displaystyle l} и {\displaystyle m} на плоскости.
Теорема 1 (о векторной проекции). Задание на плоскости любого базиса {\displaystyle \mathbf {e} _{1}\in l}, {\displaystyle \mathbf {e} _{2}\in m} дает возможность поставить в соответствие любому вектору {\displaystyle \mathbf {a} } плоскости пару векторов
{\displaystyle {\overrightarrow {\operatorname {pr_{e_{1}}^{e_{2}}} }}\mathbf {a} \,\,} и {\displaystyle \,\,{\overrightarrow {\operatorname {pr_{e_{2}}^{e_{1}}} }}\mathbf {a} },
которые суть проекции вектора {\displaystyle \mathbf {a} } на направление одного из векторов базиса по направлению другого вектора, причём их сумма равна вектору {\displaystyle \mathbf {a} }:
{\displaystyle \mathbf {a} ={\overrightarrow {\operatorname {pr_{e_{1}}^{e_{2}}} }}\mathbf {a} +{\overrightarrow {\operatorname {pr_{e_{2}}^{e_{1}}} }}\mathbf {a} }, {\displaystyle \quad {\overrightarrow {\operatorname {pr_{e_{1}}^{e_{2}}} }}\mathbf {a} \in l}, {\displaystyle \quad {\overrightarrow {\operatorname {pr_{e_{2}}^{e_{1}}} }}\mathbf {a} \in m}.

## Случай трёхмерного пространства
Рассмотрим плоскость и не параллельная ей прямую (то есть пересекающиеся) {\displaystyle \alpha } и {\displaystyle l} в трёхмерном пространстве.
Пусть {\displaystyle a^{1}}, {\displaystyle a^{2}}, {\displaystyle a^{3}} — координаты вектора {\displaystyle \mathbf {a} } в базисе {\displaystyle e_{1}}, {\displaystyle e_{2}}, {\displaystyle e_{3}}, то есть
{\displaystyle \mathbf {a} =a^{1}e_{1}+a^{2}e_{2}+a^{3}e_{3}},
тогда верны следующие формулы:
{\displaystyle {\overrightarrow {\operatorname {pr_{e_{1}}^{e_{1},\,e_{2}}} }}\mathbf {a} =a^{1}e_{1}}, {\displaystyle \quad {\overrightarrow {\operatorname {pr_{e_{1},\,e_{2}}^{e_{1}}} }}\mathbf {a} =a^{2}e_{2}+a^{3}e_{3}}.